# 김해 선지사 목조아미타여래좌상 및 복장물 일괄
김해 선지사 목조아미타여래좌상 및 복장물 일괄(金海 仙地寺 木造阿彌陀如來坐像 및 服藏物 一括)은 대한민국 경상남도 김해시 주촌면 선지사에 있는 조선시대의 불상이다. 2003년 6월 12일 경상남도의 문화재자료 제330호로 지정되었다가, 2003년 1월 3일 경상남도의 유형문화재 제533호로 승격되었다.

## 개요
단조롭고 형식화되어 있다. 복방유물을 통해볼 때, 만력33년(1605) 조상된 것으로 확인되며 크기는 좌상 51cm 규모이다. 복장유물은 범자기원문2매, 조성기 1매, 경문1매가 있다. 조성기는 한지 3매를 각각 연결하여 1매로 만들고 그위에 해서체로 조성연대와 시주자, 화원등에 관해기록하고 있다.

## 문화재자료 지정 사유
17세기초(만력 33년, 1633)에 조성된 조선시대 아미타불상으로서 조형미와 상호 등이 당시 특징으로 잘 표현하고 있으며, 복장기에 조성연대가 뚜렷하는 등 문화재적 학술적 가치가 있으므로 문화재자료로 지정 보존하는 것이 타당하당고 사료된다.

## 유형문화재 승격 사유
김해 선지사 목조아미타여래좌상은 얼굴이 신체에 비해 큰 조선후기의 전형적인 불교조각의 작품이다. 1605년에 원오, 충신, 청허, 신현, 신검 등이 제작하였다. 특히 조선후기 성립되는 유파의 수장인 원오가 참여한 작품으로 그 가치가 크며, 복장발원문을 통해 정확한 조성연대와 조각승들을 알 수 있어 17세기 조각승과 불상 연구에 귀중한 자료이다.

## 참고 자료
- 김해 선지사 목조아미타여래좌상 및 복장물 일괄 - 국가유산청 국가유산포털